# Segol
Segol (hebreo: סְגּול/סֶגּוֹל Segol) es un Niqud vocálico representado por tres puntos debajo de una letra. En el hebreo moderno representa el sonido /e/ que es el mismo que el sonido en elefante y es transliterado cómo "e". Así como en hebreo moderno, que el zeire marca el mismo sonido, igual que el Hataf Segol (hebreo: חֲטַף סֶגּוֹל Segol Reducido). El niqud reducido (o hataf, Hebreo: חֲטַף , lit. "Reducido") existe también en el Pataj y el Kamatz, mientras tengan un sheva al lado.

## Pronunciación
| Símbolo    | Nombre                                  | IPA            | IPA              | IPA            | IPA             | IPA       | IPA              | IPA            |
| Símbolo    | Nombre                                  | Hebreo Israelí | Hebreo Ashkenazi | Hebreo Sefardí | Hebreo Yemenita | Tiberiano | Reconstruido     | Reconstruido   |
| Símbolo    | Nombre                                  | Hebreo Israelí | Hebreo Ashkenazi | Hebreo Sefardí | Hebreo Yemenita | Tiberiano | Hebreo Mishnaico | Hebreo Bíblico |
| ---------- | --------------------------------------- | -------------- | ---------------- | -------------- | --------------- | --------- | ---------------- | -------------- |
| בֶ          | סְגּוֹל/סֶגּוֹל - Segol                       | /ɛ/            | ?                | ?              | ?               | /ɛː/      | ?                | ?              |
| בֶי, בֶה, בֶא | סְגּוֹל/סֶגּוֹל מָלֵא - Segol Male (o completo) | /ɛ/            | ?                | ?              | ?               | /ɛː/      | ?                | ?              |
| חֱ          | חֳטַף/חָטֵף סְגּוֹל/סֶגּוֹל - Hataf Segol         | /ɛ/            | ?                | ?              | ?               | /ɛː/      | ?                | ?              |

## Tiempos vocálicos
Mediante la adición de dos puntos verticales (sheva) la vocal se hace muy corta. Los tiempos vocálicos no se usan en hebreo moderno.
| Tabla de comparación de los tiempos vocálicos | Tabla de comparación de los tiempos vocálicos | Tabla de comparación de los tiempos vocálicos | Tabla de comparación de los tiempos vocálicos | Tabla de comparación de los tiempos vocálicos | Tabla de comparación de los tiempos vocálicos |
| Tiempo vocálico                               | Tiempo vocálico                               | Tiempo vocálico                               | IPA                                           | Transliteración                               | Ejemplo                                       |
| Larga                                         | Corta                                         | Muy Corta                                     | IPA                                           | Transliteración                               | Ejemplo                                       |
| --------------------------------------------- | --------------------------------------------- | --------------------------------------------- | --------------------------------------------- | --------------------------------------------- | --------------------------------------------- |
| ֵ                                              | ֶ                                              | ֱ                                              | /ɛ/                                           | e                                             | elefante                                      |
| Zeire                                         | Segol                                         | Segol Reducido                                | /ɛ/                                           | e                                             | elefante                                      |

## Unicode
| Glifo | Unicode | Nombre      |
| ----- | ------- | ----------- |
| ֶ      | U+05B6  | SEGOL       |
| ֱ      | U+05B1  | HATEF SEGOL |

- Datos: Q3997681
- Multimedia: Segol / Q3997681